# Капитанехо (Порторико)
Капитанехо (шп. Capitanejo) град је у америчкој острвској територији Порторико, острвској држави Кариба.

## Демографија
По попису из 2010. године број становника је 3.954, што је 745 (23,2%) становника више него 2000. године.
| Група             | 2000.         | 2010.         |
| Белци             | 8 (0,2%)      | 5 (0,1%)      |
| Афроамериканци    | 375 (11,7%)   | 689 (17,4%)   |
| Азијати           | 7 (0,2%)      | 2 (0,1%)      |
| Хиспаноамериканци | 3.197 (99,6%) | 3.940 (99,6%) |
| Укупно            | 3.209         | 3.954         |